# Morus celtidifolia
Morus celtidifolia är en mullbärsväxtart som beskrevs av Carl Sigismund Kunth. Morus celtidifolia ingår i släktet mullbär, och familjen mullbärsväxter. Inga underarter finns listade i Catalogue of Life.